# Chủ nghĩa hoài nghi
Chủ nghĩa hoài nghi triết học (tiếng Anh: philosophical skepticism) là trường phái tư tưởng triết học xem xét một cách hệ thống và với thái độ phê phán về quan niệm rằng tri thức tuyệt đối và sự xác tín là có thể, nghĩa là câu hỏi liệu các tri thức và nhận thức có đúng hay không và liệu người ta có thể có tri thức thực sự hay không. Chủ nghĩa hoài nghi triết học đối lập với chủ nghĩa giáo điều triết học - trường phái cho rằng có một tập hợp nhất định gồm các khẳng định có căn cứ đích xác, hoàn toàn xác tín và chân thực.

## Lịch sử

### Phương Tây cổ
Truyền thống phương Tây về chủ nghĩa hoài nghi một cách có hệ thống có nguồn gốc ít nhất từ thời Pyrrho xứ Elis. Ông bận tâm đến những bất đồng ý kiến trong tất cả các trường phái triết học  thời ông, trong đó có cả triết học khắc kỷ (Stoicism) của chính ông. Người ta kể rằng, ông đã trở nên rất bối rối vì mình không thể quyết 
định được một cách hợp lý trường phái triết học nào là đúng đắn. Khi tự thừa nhận điều này, cuối cùng ông đã có được sự bình yên nội tâm mà ông đang tìm kiếm.
Từ một quan điểm khắc kỷ, Pyrrho đã tìm thấy bình an bằng cách thừa nhận sự thiếu hiểu biết của mình và có vẻ như từ bỏ tiêu chí mà tri thức được thu thập theo đó, đó là lý tính lôgic. Sự thiếu hiểu biết của Pyrrho không phải sự thiếu hiểu biết của trẻ em hay gia súc: nó là một "sự hiểu biết tri thức", người ta đạt đến nó qua sự giải thích và phơi bày sự thiếu hụt của lý luận lôgic. Trường phái tư tưởng này ban đầu được phát triển để đối lập với cái được xem là chủ nghĩa giáo điều, hay các khẳng định thiếu cơ sở, của những người theo chủ nghĩa khắc kỷ. Những người theo thuyết của Pyrrho phân biệt rõ ràng giữa "là" và "có bề ngoài là" và giữa sự nhận thức về một hiện tượng và chính hiện tượng đó.
Thực ra, Pyrrho và trường phái của ông không hoài nghi. Mục đích của họ là αταραξια (sự bình yên trong tâm thức), và so sánh giữa các triết lý giáo điều để làm suy giảm niềm tin vào toàn bộ hệ thống triết học. Ý tưởng là để tạo ra trong sinh viên một trạng thái thù nghịch với cái mà những người theo thuyết Pyrrho cho là những điều lảm nhảm độc đoán và không hợp lý. Do không ai có thể 
quan sát hay trải nghiệm luật nhân quả, thế giới bên ngoài, mục đích tối cao của vũ trụ hay sự sống, công lý, sự thần thánh, linh hồn, v.v.. họ tuyên bố rằng không nhất thiết phải tin vào những thứ đó. Những người theo thuyết Pyrrho chỉ ra rằng, mặc dù khẳng định về những khái niệm đó là cần thiết, nhưng những người không biết về chúng vẫn sống ổn thỏa trước khi được học về chúng. Họ còn ghi nhận rằng vì mục đích thực nghiệm, khoa học không đòi hỏi niềm tin, và đức tin vào các thực tại có thể nhận thức được bằng trí óc không phải các quy ước giáo điều. Đối với mỗi khái niệm trực quan, (ví dụ sự tồn tại của một thế giới bên ngoài), những người Pyrrho trích dẫn một quan niệm đối lập để phủ định nó. Họ bổ sung rằng sự đồng thuận không hàm ý chân lý hay thậm chí cả xác suất. Ví dụ, nếu Trái Đất hình tròn thì nó sẽ mãi là hình tròn kể cả khi tất cả mọi người tin rằng nó phẳng.
Mục tiêu của phê phán này, cái mà những người theo Pyrrho nhận ra rằng sau này nó sẽ phá vỡ thậm chí cả phương pháp của chính họ, là để ươm mầm cho một sự bất tín đối với mọi tư tưởng lớn. Họ trông đợi rằng triết học sẽ sụp đổ vào trong chính nó. Việc những người theo thuyết của Pyrrho đã tiến  bao xa theo hướng này còn là một vấn đề đang được tranh cãi. Những người Pyrrhonist thừa nhận một niềm tin vào những thứ bề ngoài, ví dụ như nóng và lạnh, buồn và vui. Họ nói rằng, không thể phủ nhận rằng một người "có vẻ" đang bị đau hoặc "có vẻ" đang chạm vào một mẩu gỗ. Do đó, thế giới của họ hoàn toàn là thế giới hiện tượng luận (phenomenological). Về lý tưởng, một người Pyrrhonist có thể sống dễ chịu không kém một người giáo điều chủ nghĩa, ngoài ra còn thêm một điểm tốt là họ không lo nghĩ gì về chân lý và sự lừa dối, về đúng và sai, về ý Chúa, v.v..
Các nhà tư tưởng sau này đã lấy cách tiếp cận của Pyrrho và mở rộng nó thành chủ nghĩa hoài nghi hiện đại.

### Phương Đông cổ
Phật giáo đem lại một nguồn dồi dào cho chủ nghĩa hoài nghi mà nó ít được biết đến tại phương Tây. Tuy nhiên, nó có khác biệt lớn đối với chủ nghĩa hoài nghi triết học phương Tây tại một số điểm: 
- Người ta nói rằng, khi giác ngộ, Phật đã chạm xuống mặt đất để nó có thể chứng kiến sự giác ngộ của Phật. Theo cách đó, Phật giáo không cho rằng tri thức là không thể đạt được.
- So với chủ nghĩa hoài nghi triết học phương Tây, Phật giáo ít nhấn mạnh vào chân lý và tri thức hơn. Thay vào đó, nó nhấn mạnh mục đích của Bồ đề, cái tuy thường được dịch là "giác ngộ" nhưng không hàm ý chân lý hay tri thức.
- Ít nhất trong các tác phẩm của Long Thụ - những gì đã tạo nên cốt lõi của Trung quán tụng, khía cạnh phản-bản chất luận (anti-essentialist) của Phật giáo đã làm cho nó trở nên phản-triết học. Trong thái độ đó, chân lý chỉ tồn tại bên trong các ngữ cảnh khẳng định nó. Do đó, ví dụ, tuy các trò chơi hợp tác như các đóng góp của khoa học cho công nghệ có thể có thu được lợi ích, nhưng về mức độ "đúng đắn một cách bản chất", chúng không hơn không kém các quan niệm và tư tưởng của những người Azande, một dân tộc sống ở phía bắc Trung Phi, những người luôn tư duy theo kiểu thần bí.

## Các trường phái
Chủ nghĩa hoài nghi triết học có thể hoặc là khẳng định rằng ta "không" có tri thức, hoặc rằng ta "không thể" có tri thức. Nói rằng ta "có thể" có tri thức nhưng đáng tiếc lại không có, là một chuyện. Người ta có thể lập luận rằng  Socrates có quan niệm này. Ông có vẻ đã cho rằng nếu ta tiếp tục đặt câu hỏi thì có thể cuối cùng ta cũng tới được chỗ có tri thức; nhưng ta chưa có nó. Một số nhà hoài nghi triết học đã đi xa hơn và tuyên bố rằng ta không thể có tri thức chân chính. Một số ví dụ là trường phái Hàn lâm viện tại Hy Lạp cổ đại.

## Nhận thức luận và chủ nghĩa hoài nghi
Chủ nghĩa hoài nghi có quan hệ với lĩnh vực nhận thức luận, hay câu hỏi về chuyện tri thức có thể đạt được hay không. Những người hoài nghi chủ nghĩa tranh luận rằng niềm tin vào cái gì đó không chứng minh được một khẳng định của tri thức về cái đó. Ở đây, chủ nghĩa hoài nghi đối lập với duy bản luận (foundationalism) - luận thuyết cho rằng phải có các niềm tin căn bản nào đó 
đã được chứng minh mà không cần viện dẫn đến các niềm tin khác.Các nhà hoài nghi chủ nghĩa khẳng định rằng các cảm giác mà một cá nhân bất kỳ trải nghiệm không nhất thiết giống với các cảm giác mà những người khác trải nghiệm.
Giả sử ta đang nhớ lại thời trung học và ta nhớ rất rõ về một ông thầy thể dục đáng ghét, người rất thô lỗ và nói oang oang. Do đó ta tin rằng ra đã có một người thầy thể dục đáng ghét; và niềm tin này đã được chứng minh. Bằng cách nào? Bởi thực tế là ta nhớ chuyện đó. Chỉ vậy thôi. Một lần nữa, nói một cách kỹ thuật  hơn, sự kiện ta nhớ về ông thầy thể dục đáng ghét của ta chứng minh niềm tin của ta rằng ta đã có người thầy giáo đó.
Nếu ta giả thiết rằng duy bản luận là đúng, thì ta có các niềm tin căn bản; và để là căn bản, các niềm tin căn bản của ta phải được chứng minh bằng cái gì đó không phải là một niềm tin; vậy cái gì chứng minh chúng? Hoạt động của các quá trình nhận thức thông thường như nhìn thấy, nhớ lại, cảm thấy, suy tưởng...? Khi ta nhớ lại một điều gì đó, việc đó cho ta một lý do tuyệt vời để tin vào cái mình đang nhớ lại. Không phải trong mọi trường hợp, nhưng thường thì ta không thể nghĩ ra lý do gì để tin rằng ký ức cụ thể đó là sai, nhất là khi ký ức đó sinh động.
Nhưng dù sao, nếu ta dùng ký ức để chứng minh cho các niềm tin thì ký ức của ta phải đáng tin cậy. Tương tự với tri giác, nếu sự kiện rằng ta đang có vẻ nhìn thấy một cái gì đó làm cho việc ta tin rằng thực sự có cái đó được chứng minh, thì ta phải giả thiết rằng tri giác đó đáng tin cậy. Nếu nó không đáng tin cậy - nghĩa là nếu nó thường cho ta thông tin sai - thì ta không thể nói rằng ta được chứng thực chỉ dựa trên việc sử dụng tri giác.
Chủ nghĩa hoài nghi địa phương (local skepticism) là chủ nghĩa  hoài nghi "về các lĩnh vực cụ thể".
Chủ nghĩa hoài nghi thế giới bên ngoài (External world skepticism) là quan niệm rằng không thể biết gì về thế giới bên ngoài hay sự tồn tại của nó, dựa trên giả thuyết rằng năng lực tri giác là không đáng tin cậy.

## Các động cơ cho chủ nghĩa hoài nghi về thế giới bên ngoài
David Hume đưa ra một luận cứ về lý do tại sao người ta muốn đặt câu hỏi về sự đáng tin cậy của tri giác. Về căn bản, luận cứ của Hume nói rằng ta không thể biết gì về thế giới bên ngoài, vì để biết điều đó, ta sẽ phải biết rằng có một mối liên hệ giữa dữ liệu cảm giác của ta và thế giới bên ngoài mà chúng được cho là đại diện cho nó. Nhưng điều duy nhất mà ta có liên hệ với là dữ liệu cảm giác của ta; ta không bao giờ có thể biết gì trong thế giới bên ngoài trừ khi biết dữ liệu cảm giác của ta. Nhưng khi đó ta không có cách nào chứng minh mối liên quan giữa dữ liệu cảm giác của ta và thế giới bên ngoài. Do đó, ta không có cách nào để chứng minh rằng dữ liệu cảm giác của ta đại diện cho thế giới bên ngoài — và "điều đó" có nghĩa rằng ta không có cách nào để chứng minh tri giác là đáng tin cậy.
Bên cạnh luận cứ của Hume về chủ nghĩa hoài nghi thế giới bên ngoài, còn có một luận cứ khác nổi tiếng hơn. Đó là sự nghi ngờ mơ nổi tiếng của Descartes với nội dung như sau: một buổi tối, Descartes đang ngồi viết trong phòng mình, và ông thầm nghĩ: Nếu như ta đang nằm ngủ trên giường và chỉ đang mơ rằng ta đang thức và đang viết thì sao? Ít nhất thì điều đó có thể xảy ra hay không? Rồi ông nói, chắc chắn ta có thể phân biệt giữa khi đang thức và đang ngủ. Ta có thể phân biệt giữa trạng thái tỉnh táo và một giấc mơ. Trong các giấc mơ xảy ra đủ loại thứ kỳ lạ; khi mơ ta chuyển từ cảnh này sang cảnh khác một cách không giải thích được, khi mơ ta không nhớ những gì đã xảy ra trong ngày, vân vân. Rồi Descartes nói: chẳng phải ta đã có chính những suy nghĩ này trong một giấc mơ nào đó hay sao? Đôi khi, trong khi đang mơ, ta tin rằng ta đang thức! Thậm chí trong mơ ta còn cố thử xem đang mơ hay tỉnh, và kết quả kiểm tra đó làm ta tin rằng mình đang thức! Nhưng ta đã sai; khi đó ta đang mơ. Chẳng phải cũng có thể chính điều đó đang xảy ra với ta "ngay lúc này" sao? Chẳng phải cũng có thể ta đang mơ rằng ta có thể kiểm tra xem mình đang thức hay ngủ - và tất nhiên, trong giấc mơ ta đã thấy kết quả kiểm tra là đang thức. Do đó, có vẻ rất rõ ràng rằng hiện ta đang thức - nhưng trong thực tế, ta đang "ngủ" chăng? 
Descartes tự nhủ: ta đoán là "không có" một dấu hiệu hay kiểm tra nào chắc chắn mà ta có thể dùng để phân biệt giữa hai trạng thái thức và ngủ. Dù gì thì ta cũng có thể nằm mơ chính những kiểm tra đó. Ta đã có kinh nghiệm về việc cho rằng ta đã thử thành công rằng mình đang thức trong khi thực ra ta lại đang mơ. Do đó, không có một cách nào để chứng minh rằng hiện giờ ta đang thức. Tất cả những gì ta "thực sự" biết đó là hiện giờ ta có thể đang thức, cũng có thể đang ngủ. 
Đó là nghi ngờ mơ của Descartes.
Giờ ta xem xét luận cứ trên một cách chi tiết. Trước hết, tại sao Descartes cho rằng ông không biết rằng mình đang thức và đang viết? Ông ta có thể đang ngủ. Đâu là sự khác biệt? Sự khác biệt đó là nếu ông ta đang ngủ thì "năng lực tri giác cảm giác sẽ không đáng tin cậy". Nói cách khác, nếu ông đang ngủ, ông sẽ có vẻ đang nhìn thấy, cảm thấy và nghe thấy nhiều thứ; nhưng trên thực tế là không có những hoạt động đó. Trong trường hợp đó, tất nhiên, năng lực tri giác của ông "sẽ" không đáng tin cậy. Nhưng Descartes đã đi xa hơn thế: ông có vẻ như đang nói rằng do ông "có thể" đang mơ, do ông không thể loại bỏ giả thuyết rằng ông hiện đang mơ, điều đó cũng có nghĩa rằng năng lực tri giác của ông không đáng tin cậy.
Đối với nhiều người, quan niệm của Descartes có vẻ ngớ ngẩn. Đa số đơn giản là cảm thấy rằng tất nhiên là họ có thể biết chắc rằng họ hiện không nằm mơ. Tuy nhiên, ở đây Descartes có thể trả lời rằng có thể ta có thể, nhưng cũng có thể là ta chỉ đang "mơ" là ta có thể phân biệt được mà thôi. Nếu ta nói rằng ta "có thể phân biệt giữa thức và ngủ, thì ta đang giả thiết rằng ta đang thức, trong trường hợp đó, ta đang lập luận lòng vòng (begging the question) để đối lại thái độ hoài nghi.
Một kiểu phản đối theo nhận thức thông thường (common sense) trước luận cứ của Descartes là lập luận rằng người ta có thể biết rằng khả năng tri giác-cảm giác của mình là đáng tin cậy theo cách sau: Khi ta nhìn thấy cái gì đó, chẳng hạn một con bò đang nhai cỏ, ta có thể đến gần con bò, chạm vào nó, nghe tiếng động của nó, dựa vào nó, v.v.. Điều đó khẳng định rằng người ta đang thực sự nhìn thấy con bò. Cũng theo cách đó, khi người ta nghe thấy cái gì đó, chẳng hạn một đoàn diễu hành ngoài phố, ta có thể bước ra ngoài và quan sát đoàn diễu hành, nói chuyện với những người diễu hành, v.v.. Điều đó khẳng định rằng ta nghe thấy đoàn diễu hành ở bên ngoài. Trong suốt đời người, con người đã có nhiều trải nghiệm kiểu này đến mức, về thực tiễn mà nói, họ dám chắc rằng năng lực tri giác của họ có làm việc, và nói chung là nó đáng tin cậy.
Thái độ hoài nghi của Descartes sẽ trả lời luận cứ trên theo cách tương tự với phản đối trước: Ta có thể chỉ đang "mơ" rằng ta đang sờ thấy, nghe thấy, và dựa vào con bò. Đoàn diễu hành có thể chỉ là một phần của một giấc mơ. Cũng như vậy, ta có thể chỉ đang mơ rằng năng lực tri giác của ta nói chung là đáng tin cậy. Nếu ta tranh cãi rằng không phải ta đang mơ vì năng lực tri giác của ta là đáng tin cậy, thì lại một lần nữa, ta đang lập luận lòng vòng. Để tránh lập luận lòng vòng, trước hết, ta phải thiết lập được rằng ta hiện đang thức, và điều đó là bất khả.
Do đó, ta không thể biết được năng lực tri giác của mình có đáng tin cậy hay không.
Ngoài ra, một người hoài nghi sắc sảo hơn có thể có một nhận xét khác về chuyện nhìn thấy con bò và nghe thấy đoàn diễu hành. Bởi vì dù sao thì chẳng phải ta "đang dùng" tri giác cảm giác để cố gắng tranh cãi rằng năng lực tri giác của ta nói chung là đáng tin cậy hay sao? Nghĩa là, ta sử dụng thị giác và các giác quan khác để chứng minh rằng thị giác của ta hoạt động tốt; ta sử dụng thính giác và các giác quan khác để chứng minh rằng thính giác của ta tốt. Và ta không thể tránh việc đó được. Sẽ rất kỳ quặc khi cố tranh luận rằng các giác quan của ta đáng tin cậy mà không dùng đến chính các giác quan đó (dù một số triết gia đã thử làm việc đó). Nhưng nếu ta dùng đến các giác quan của mình, ta lại đang lập luận lòng vòng. Ta phải thừa nhận, hoặc đưa ra giả thiết, rằng các giác quan của mình nói chung là tốt, trước khi ta bắt đầu sử dụng chúng để chứng minh "bất cứ điều gì", trong đó có cả chuyện các giác quan của ta có phải nói chung là tốt hay không.
Làm thế nào để ta có thể chứng minh rằng tri giác là đáng tin cậy mà "không dùng đến các giác quan của ta". Điều đó có vẻ không thể được. Nhưng làm sao ta có thể sử dụng các giác quan mà không thừa nhận tri giác là đáng tin cậy? Nếu ta làm điều đó, thì ta đang lập luận lòng vòng. Vậy kết luận là gì? Rằng ta "không thể" chứng minh rằng tri giác là đáng tin cậy? Nếu ta cố làm việc đó thì ta sẽ lập luận lòng vòng - và lập luận lòng vòng là một ngụy biện lôgíc.
Lưu ý rằng đây thực ra là luận cứ hoài nghi "thứ ba", nó khác với luận cứ của Hume và Descartes, tuy nó có liên quan đến cả hai. Hume nói rằng ta không thể chứng minh rằng dữ liệu cảm giác của ta biểu diễn thế giới bên ngoài'; Descartes nói rằng ta thậm chí không thể chứng minh được rằng ta đang thức; còn luận cứ thứ ba này nói rằng ta không thể chứng minh rằng tri giác là đáng tin cậy mà không thừa nhận rằng các giác quan của bạn đáng tin cậy và do đó đã lập luận lòng vòng

## Các phê phán chủ nghĩa hoài nghi

### Sự xác tín tuyệt đối
Trước hết, trong cả ba luận cứ trên — luận cứ của Hume, của Descartes, và luận cứ vòng tròn—kết luận được rút ra là ta không thể chứng minh cái gì. Ta không thể chứng minh rằng dữ liệu cảm giác đại diện cho thực tại bên ngoài. Ta không thể chứng minh rằng không phải ta đang mơ. Ta không thể chứng minh rằng tri giác hay ký ức là đáng tin cậy. Nhưng giờ hãy tự hỏi mình: việc ta không thể chứng minh cái gì đó có nghĩa rằng ta không biết hay không? hay rằng tin vào cái đó là không hợp lý và đúng đắn?
Hãy lấy mối nghi ngờ mơ của Descartes làm ví dụ. Giả sử ta tin rằng ta không thể chứng minh rằng không phải ta đang mơ; và thậm chí ta còn có thể thừa nhận rằng có một khả năng nhỏ xíu rằng ta hiện đang mơ. Tuy nhiên, một người không theo chủ nghĩa hoài nghi có thể trả lời: Thế thì đã sao? Nếu tôi không chứng minh được rằng tôi đang không mơ thì đã sao? Ai quan tâm nếu có một khả năng nhỏ li ti rằng tôi đang nằm mơ thật? Điều đó có thực sự quan trọng đối với các khẳng định tri thức của tôi không?
Cá nhân Descartes cho rằng điều đó nhất định là quan trọng. Ông muốn có tri thức chắc chắn—tri thức không vướng một chút nghi ngờ. Và do vậy ông cho rằng nếu ta có thể có một chút nghi ngờ dù là nhỏ nhất về cái gì đó, thì ta không thực sự biết nó. Ví dụ, mối nghi ngờ mơ  gợi ra một khả năng rất nhỏ rằng thực ra không phải độc giả đang đọc bài viết này mà độc giả có thể đang nằm mơ; và Descartes chắc sẽ nói (tại thời điểm đó—về sau ông cho rằng ông đã chứng minh thuyết hoài nghi này là sai) rằng bạn không biết rằng có phải bạn đang đọc bài này ngay lúc này hay không.
Do đó, ta phải tự hỏi: ta có bắt buộc phải có sự xác tính tuyệt đối, không có một chút nghi ngờ nào, để có được tri thức hay không? Đó sẽ chắc chắn là mức độ biện minh cao nhất, và khi đó ta có lẽ sẽ nói rằng tri thức đó không chỉ là niềm tin mà tính đúng đắn đã được biện minh đủ, mà nó còn là niềm tin chắc chắn đúng.
Nhiều nhà triết học không cho rằng một cấp độ biện minh mạnh đến vậy là cần thiết đối với tri thức. Họ nói rằng, dù sao thì ta vẫn có thể biết thời tiết sẽ như thế nào bằng cách xem bản tin dự báo thời tiết. Đôi khi ta sai, nhưng nếu ta đúng thì ta có tri thức. Do vậy, họ không đặc biệt bận tâm nếu họ không thể chứng minh rằng không phải họ đang nằm mơ. Họ cho rằng khả năng họ đang mơ là cực kỳ nhỏ, và rằng họ hoàn toàn được biện minh khi nghĩ rằng họ đang thức. Và họ không cần phải biết với độ xác tín tuyệt đối rằng họ đang thức, để được biện minh cho việc tin rằng họ đang thức. Cũng lưu ý rằng chính Descartes cuối cùng cũng đã loại bỏ các nghi ngờ hoài nghi của mình.
Điều thứ hai mà ta có thể nhận xét về chủ nghĩa hoài nghi: nếu người hoài nghi đòi hỏi độ xác tín tuyệt đối là một yêu cầu cho tri thức, thì ta có thể trả lời rằng chính điều đó cũng nên được áp dụng cho chính chủ nghĩa hoài nghi. Chính chủ nghĩa hoài nghi có hoàn toàn nằm ngoài các nghi ngờ hay không? Chẳng phải ta có thể đưa ra nhiều kiểu phê phán đối với chủ nghĩa hoài nghi? Do vậy, có vẻ như là không ai có thể biết rằng chủ nghĩa hoài nghi là đúng. Do đó, những người hoài nghi chủ nghĩa không thể biết rằng chủ nghĩa hoài nghi là đúng. Nhưng thực ra đây là một luận điểm yếu, vì nó không thực sự bác bỏ chủ nghĩa hoài nghi. Dù sao thì những người hoài nghi chủ nghĩa cũng có thể hoàn toàn vui vẻ thừa nhận rằng không ai biết chủ nghĩa hoài nghi có đúng hay không. Họ có thể hài lòng với việc nói rằng chủ nghĩa hoài nghi rất có thể đúng. Đó không phải loại tuyên bố mà đa số những người khác sẽ hài lòng.

### Thuyết về độ tin cậy quy trình (Process Reliabilism)
Phê phán thứ ba, đặc biệt áp dụng cho luận cứ vòng tròn, là của triết gia người Scotland Thomas Reid. Reid lý luận như sau. Giả sử rằng những người hoài nghi chủ nghĩa nói đúng, và tri giác là không đáng tin cậy. Nhưng tri giác chỉ là một trong các quá trình nhận
thức của tôi; và nếu nó không đáng tin cậy thì các quá trình khác cũng phải không đáng tin cậy. Tất cả các năng lực của tôi đều chui ra từ cùng một cửa hàng; do đó, nếu một cái có lỗi thì những cái khác chắc cũng vậy. Nhưng điều đó có nghĩa rằng cả năng lực lập luận, cái mà những người hoài nghi chủ nghĩa sử dụng, cũng phải không đáng tin cậy nốt. Nói cách khác, khi ta lập luận, chắc chắn ta sẽ có sai sót, và do vậy ta không bao giờ có thể tin những luận cứ mà ta dành cho bất cứ khẳng định nào. Nhưng rồi điều đó cũng áp dụng cho luận cứ của những người hoài nghi chủ nghĩa dành cho chủ nghĩa hoài nghi! Vậy là nếu những người hoài nghi chủ nghĩa nói đúng, thì ta không nên quan tâm đến chủ nghĩa hoài nghi, vì những người hoài nghi chủ nghĩa đã đi đến kết luận hoài nghi bằng các lập luận. Và nếu những người hoài nghi chủ nghĩa đã sai, thì tất nhiên ta cũng không cần quan tâm đến chủ nghĩa hoài nghi. Trong trường hợp nào thì ta cũng không cần nghi ngờ một cách thật sự về sự đáng tin cậy của các năng lực nhận thức của mình.
Hình thức của luận cứ của Reid là một song đề, như sau: nếu P đúng, thì Q đúng; nếu P sai, thì Q đúng; hoặc P đúng hoặc P sai; do đó, Q luôn đúng. Những người hoài nghi chủ nghĩa hoặc đúng hoặc sai. Nếu họ đúng, nghĩa là ta không thể tin khả năng lập luận của ta và do đó không thể tin tưởng kết luận của những người hoài nghi chủ nghĩa. Nếu họ sai, thì một lần nữa, ta không thể tin tưởng kết luận của họ. Đằng nào thì ta cũng không phải bận tâm về chủ nghĩa hoài nghi!
Nhưng luận cứ của Reid đòi hỏi giả thuyết rằng lập luận là một năng lực và rằng những người hoài nghi chủ nghĩa nhất thiết phải sử dụng nó. Khi đó, lý do cho các giả thuyết đó là ở đâu? Chúng có thể bị bác bỏ hay không? Luận cứ này chứa các tiền đề giáo điều và chúng có thể sai.